# Compteur de la dette publique

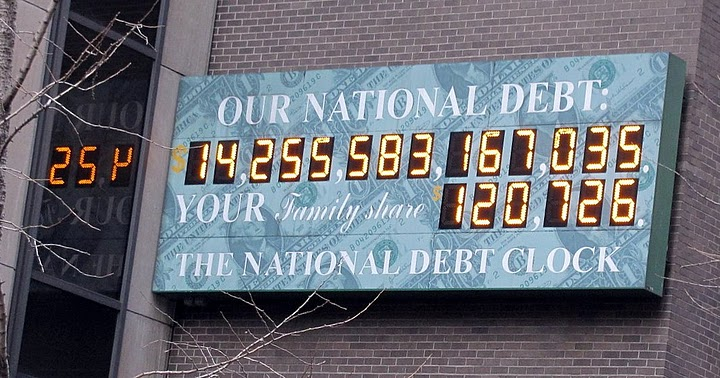
Le compteur new-yorkais de la dette publique, le 4 mars 2011.
La dette publique américaine représente alors 14255 milliards de $.
Soit environ 120000 $ par contribuable américain.

Un compteur de la dette publique est un compteur, en général placé dans un espace public, affichant le montant présumé de la dette publique d'un pays, en temps réel.

## Compteurs de la dette publique, à travers le monde

### Aux États-Unis

#### L'US National Debt Clock
40° 45′ 23″ N, 73° 59′ 02″ O
Le premier compteur de la dette publique à avoir été implanté l'a été en 1989 à New York; après déplacement depuis son emplacement initial, il se trouve maintenant, à proximité de l'intersection entre la 44e rue et la sixième Avenue. En septembre 2008, la croissance de la dette américaine est telle que l'ajout d'un emplacement est nécessaire.
Un second compteur se trouve sous le compteur principal (celui de la dette publique américaine) : celui du montant de la dette publique américaine par contribuable américain.

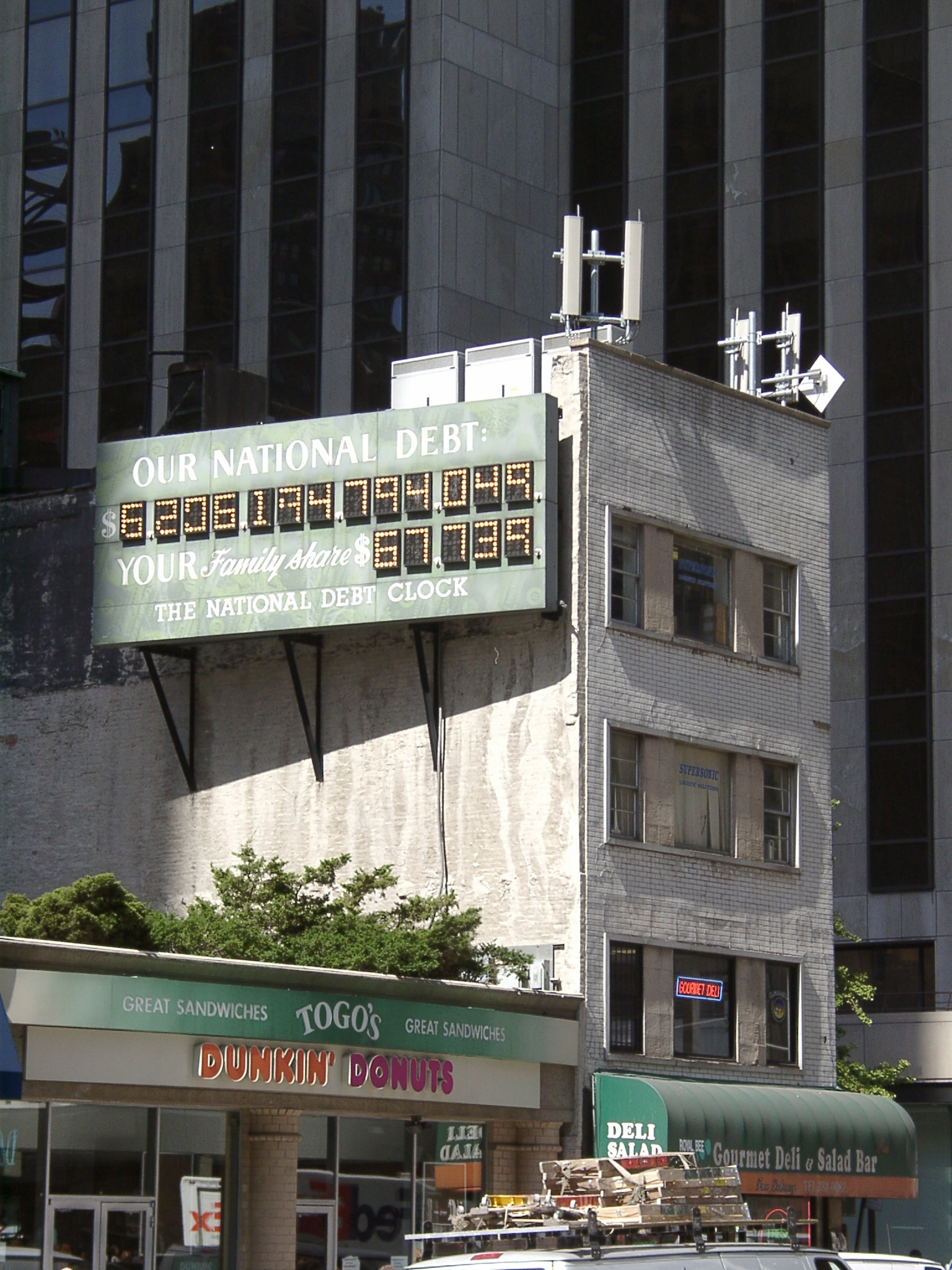
L'US National Debt Clock en 2002.
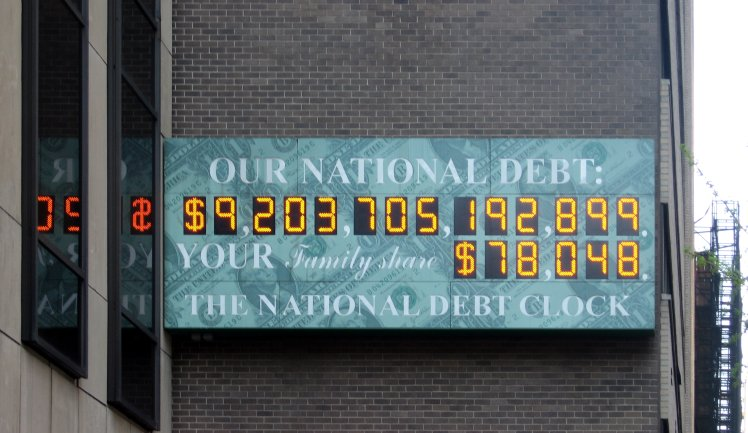
L'US National Debt Clock en 2008.
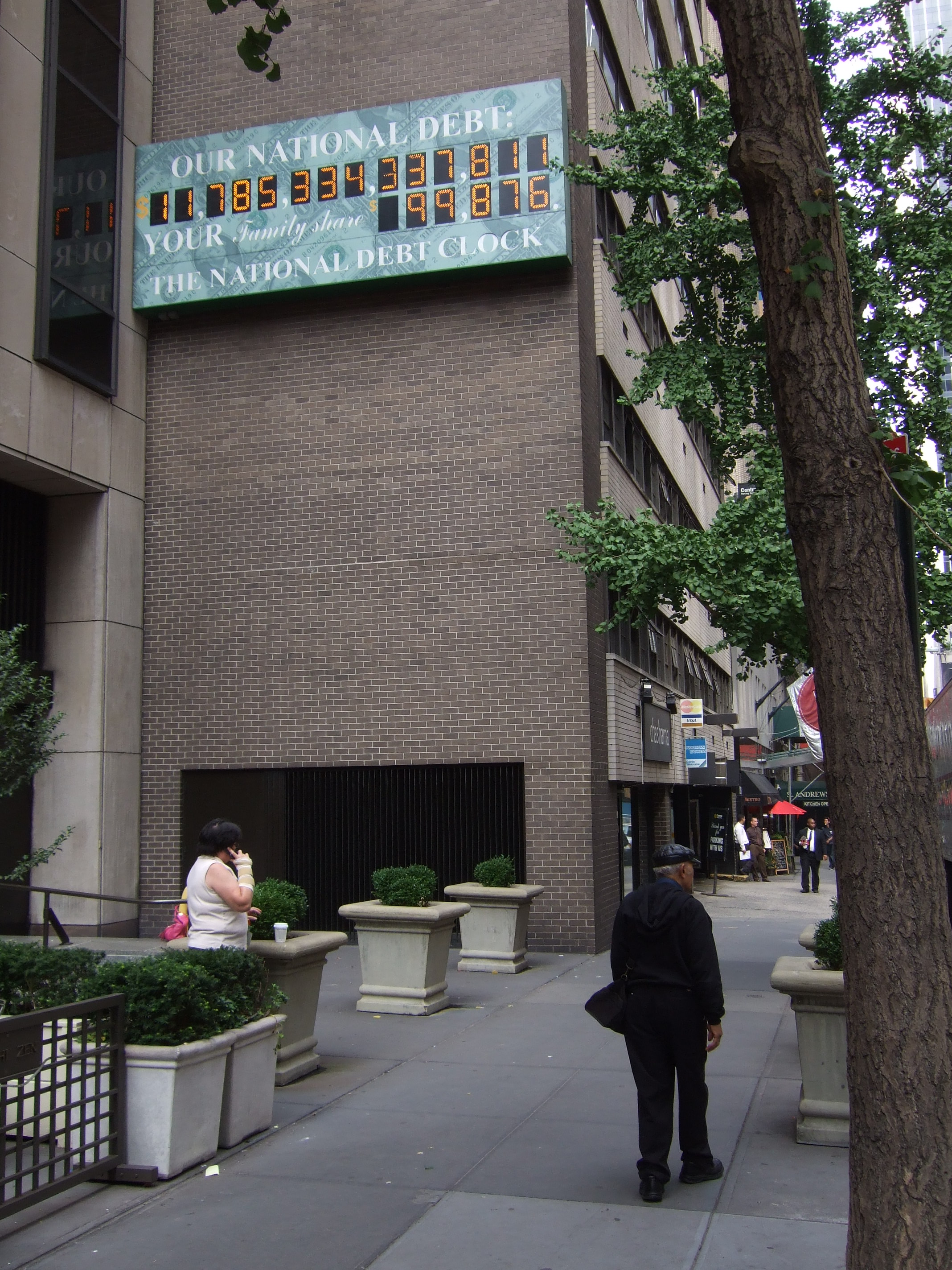
L'US National Debt Clock en 2009.

### En Allemagne

#### Dette publique nationale
En Allemagne un compteur basé sur le même principe a été installé à Berlin à l'entrée du « Bund der Steuerzahler ».

#### Dette publique par Land
De plus le pays, compte d'autres compteurs relatifs à des dettes publiques à un land donné, comme celui de Munich ou encore celui de la maison de l'Histoire de la République fédérale d'Allemagne à Bonn.

#### Dette publique municipale
Un compteur de dette publique municipale peut être vu à Dusseldorf, depuis septembre 2007. Depuis que cette dette a été annulée, ce compteur affiche le nombre de jours écoulés depuis l'annulation de la dette..
Jusqu'en 2008, la ville de Langenfeld en Rhénanie-du-Nord-Westphalie avait un compteur de dette municipale ; une fois la dette annulée, le compteur a été enlevé de son emplacement.

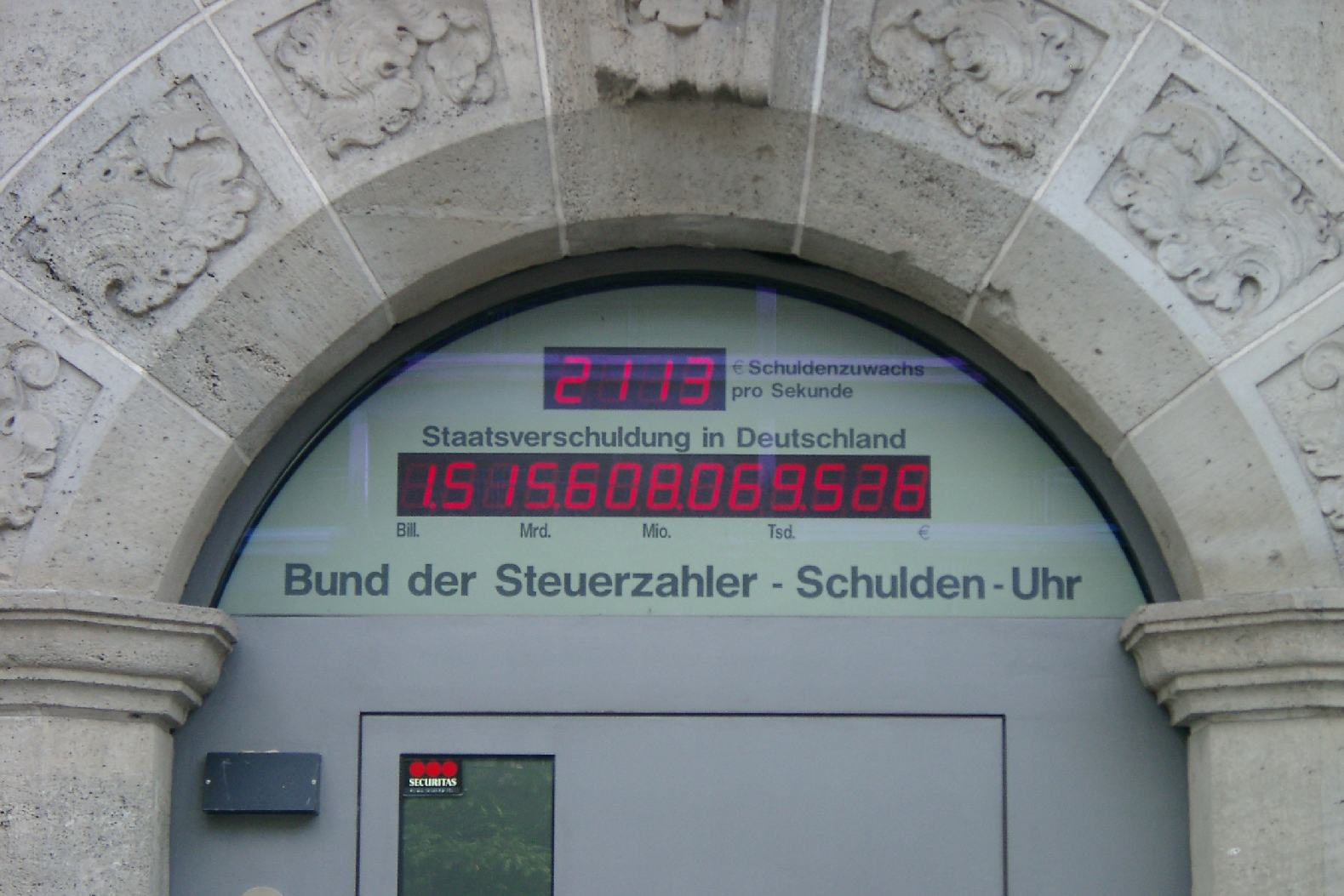
Compteur de la dette nationale allemande à Berlin en 2006.
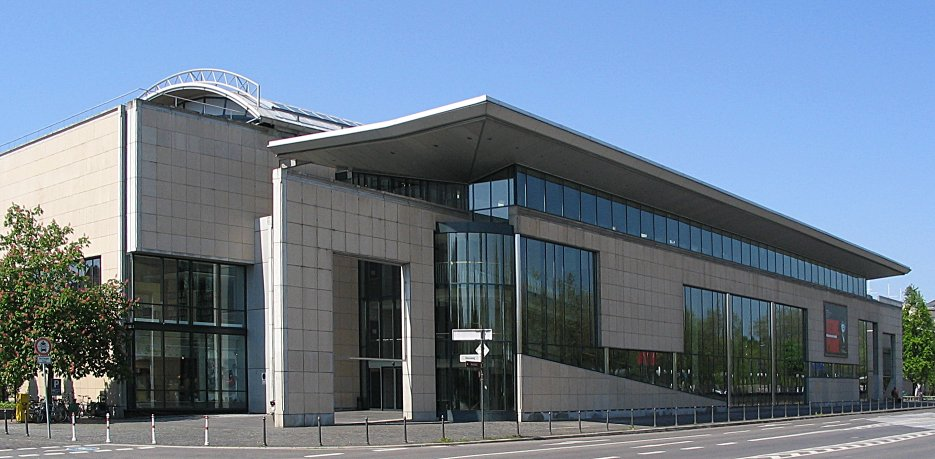
Maison de l'Histoire de la République fédérale d'Allemagne à Bonn.
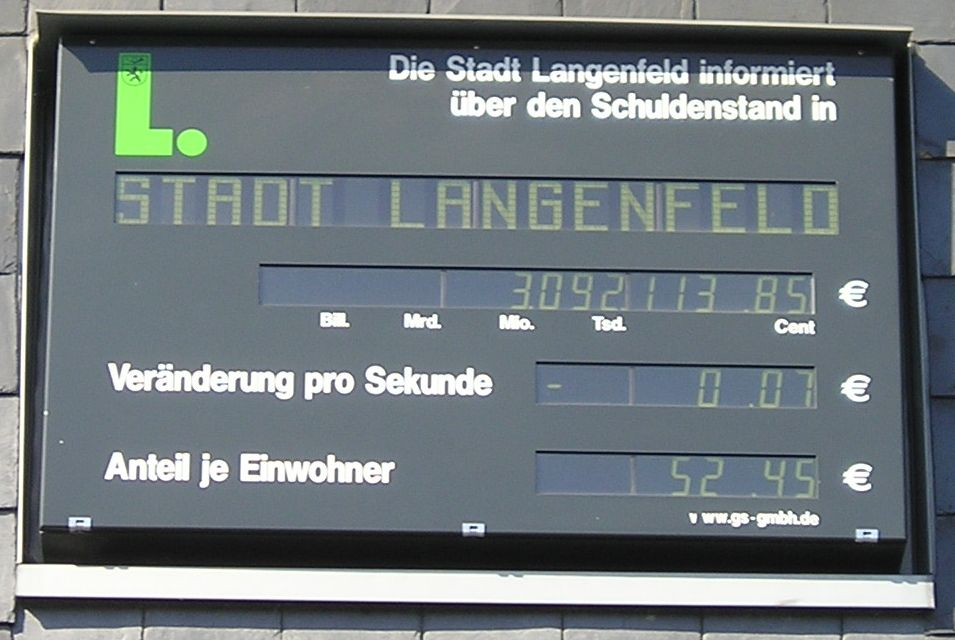
Le compteur de la dette municipale de Langenfeld, aujourd'hui retiré.

## Alternative en ligne
D'autres compteurs en temps réel sont accessibles par internet.

### En France
- Le site Horloge de la dette publique permet de suivre l'évolution en temps réel de la dette publique française.